# 中澤米太郎
- 中澤 米太郎
- 中沢 米太郎

中澤 米太郎（なかざわ よねたろう、1903年（明治36年）9月26日 - 1984年（昭和59年）2月5日）は、日本の教育者、政治家。岸和田市長を3期12年（1961年 - 1973年）務めた。
青年期には陸上競技（跳躍競技）選手として活躍し、棒高跳の日本記録をたびたび更新した。1928年アムステルダムオリンピックでは棒高跳と十種競技に出場、棒高跳で6位入賞を果たしている。

## 経歴
大阪府で生まれる。大阪府立岸和田中学校（現在の大阪府立岸和田高等学校）卒業。関西学院に在籍したのち、日本体育会体操学校（現在の日本体育大学）に進学卒業、東京高等師範学校研究科を卒業。

### 陸上競技選手としての活躍
1922年（大正11年）、岸和田中学校5年次に日本陸上競技選手権大会に出場し、棒高跳で日本新記録（3m33）を樹立。なお、この大会では走高跳でも4人同順の優勝を果たしている。
棒高跳では、1928年まで森岡左喜生（早稲田大学）と競いつつ各種大会でたびたび日本記録を更新した。高師研究科在籍中の1928年5月20日、日本陸上競技選手権大会の棒高跳で出した記録（3m91）が、中沢が更新した最後の日本記録である。
1928年アムステルダムオリンピックに棒高跳と十種競技で出場。日本選手団の旗手を務めた（選手団の名簿に「旗手」という肩書とともに載せられた最初の人物である）。棒高跳では30余人で争われた予選を勝ち抜き6位入賞を果たした。中澤は日本体育大学最初のオリンピック選手と位置づけられている。
1929年、東京高等師範学校研究科を卒業した。

### 教育者・研究者としての活動
浪速高等学校教授、大阪商科大学高等商業部助教授、同生徒主事を歴任。
1946年、岸和田市商業学校長（現岸和田市立産業高等学校）となる。「戦後復興は産業教育で」と力説し、スポーツ教育・部活動にも力を注いだ。1961年に岸和田市立産業高等学校校長を退職。浪商学園評議員を務めており、大阪体育大学の設立（1965年）に際して学園と大島鎌吉を仲介した。
泉州地域の産業史研究を行っており、寺田財閥の研究が知られる。

### 岸和田市長
1961年12月16日、岸和田市長に就任し、市長を三期務める。この間、市民プールの設置、木材コンビナートの建設、臨海工業地帯造成埋立工事の推進、体育館・運動場の設置、下水処理場の建設などに尽力した。近畿市長会長を務めた。四期目を目指した市長選挙で原曻に敗れ、1973年12月14日に退任した。
1984年2月死去。名誉市民の称号を追贈される。

## 著作
- 『陸上競技者に贈る』日本体育学会、1931年。
- 『国防体育訓練指針:戦場運動・海洋訓練・自転車訓練』青年教育普及会、1943年。
- 『泉州繁栄記:明治・大正・昭和前期の 銀行編』中澤米太郎、1977年。